# 뉴펀들랜드 프랑스어
뉴펀들랜드 프랑스어(Newfoundland French) 또는 뉴펀들랜드 반도 프랑스어(프랑스어: français terre-neuvien)는 뉴펀들랜드섬의 포트 오 포트 반도("프랑스 해안"으로 불리는 지역의 일부)에서 사용되는 프랑스어이다. 이 지역의 프랑스어 화자들은 퀘벡인이 아니라 1800년대 후반과 1900년대 초반에 정착한 프랑스 본토 출신 어부들에게서 유래한다. 캐나다 연해주의 일부 아카디아인 또한 이 지역에 정착했다. 이러한 이유로 뉴펀들랜드 프랑스어는 인근 생피에르 에 미클롱의 노르망 및 브르통 프랑스어와 가장 밀접한 관련이 있다. 오늘날, 아카디아 프랑스어와의 잦은 접촉, 특히 뉴펀들랜드 영어와의 광범위한 이중언어주의는 큰 영향을 미쳤으며, 이 공동체는 쇠퇴하고 있다.
뉴펀들랜드 프랑스어의 어휘적 특징이 독립적인 방언을 구성하는 정도는 현재 알려져 있지 않다. 얼마나 많은 화자가 남아있는지는 불확실하며, 이 방언은 소멸위기언어일 수 있다. 반도 프랑스어와 아카디아 프랑스어 공동체를 모두 대표하는 주 차원의 옹호 단체인 뉴펀들랜드 래브라도 프랑스어 화자 연맹이 존재한다.

## 분포
뉴펀들랜드 프랑스어 공동체로는 캡 생 조르주, 프티 자르댕, 그랑 자르댕, 드 그로, 뤼소 루주, 라 푸앵트 아 뤽, 트루아 카이유, 라 그랑테르, 랑스 아 카나르, 메종 디베르, 루르드가 있다. 또한 뉴펀들랜드 서쪽에는 포트 오 바스크라는 마을이 있다.
근처에는 코드루이 밸리와 스티븐빌에 아카디아 프랑스어 공동체도 있다. 이 프랑스어 화자들은 뉴펀들랜드 프랑스어가 아닌 아카디아 방언으로 말한다.

## 역사

### 기원
프랑스는 1662년부터 1713년까지 뉴펀들랜드의 소유권을 다투다가 위트레흐트 조약의 일부로 섬을 대영제국에 양도했다. 7년 전쟁 동안 프랑스(및 스페인)는 뉴펀들랜드와 그 해안의 귀중한 어업에 대한 통제권을 놓고 경쟁했다. 1763년에 전투가 중단되었고, 파리 조약에 따라 프랑스의 서해안 어업권이 보장되었다. 이 시기에는 브르타뉴인, 노르만족, 바스크족 어부들이 이 지역으로 유입되었지만, 대부분의 활동은 계절적이었고 1800년대 후반 이전에는 프랑스인 정착이 금지되었다. 영국의 반대에도 불구하고 비밀 정착은 계속되었지만, 학교나 필수 서비스의 혜택은 없었다. 그 결과, 20세기에는 프랑스어 화자들 사이에서 문맹률이 높았다. 1904년, 이 지역의 소유권은 프랑스에서 뉴펀들랜드 식민지로 이전되었다.
유럽으로부터의 프랑스 이민 외에도, 19세기부터 케이프브레턴섬과 마들렌 제도에서 케이프 생 조르주, 코드루이 밸리, 스티븐빌('야만인의 만'이라는 뜻의 l'Anse-aux-Sauvages)을 식민지화하기 위해 아카디아 이민자들이 도착했다. 20세기 중반까지는 브르타뉴어를 모국어로 사용했지만 쥘 페리 학교를 통해 프랑스어를 배운 브르타뉴 출신 어부들이 포트 오 포트 반도에 정착했다. 이것이 뉴펀들랜드 프랑스어와 아카디아 프랑스어의 차이를 유발하는 주요 원인이라고 볼 수 있다.

### 영어권 인구와의 접촉, 이중언어주의 및 동화
프랑스어권 뉴펀들랜드인과 영어권 뉴펀들랜드인 간의 접촉은 역사적으로 제한적이었고 일반적으로 평화로웠다. 20세기 전반에 뉴펀들랜드 서해안은 영어권 및 프랑스어권 가족들이 거의 균등하게 분포되어 있었으며, 대부분은 자신들의 언어 공동체 내에서 활동했다. 주요 예외는 가톨릭 교회였는데, 사제들은 거의 항상 단일 언어 영어 화자였다. 이는 프랑스어권 공동체 내에서 이중언어주의를 강력히 장려하고 동화의 씨앗을 뿌렸다.
1940년, 스티븐빌에 미국 공군 기지가 설립되면서 프랑스계 뉴펀들랜드인의 쇠퇴가 시작되었다. 평생을 비교적 프랑스어권 고립 속에서 살고 일했던 뉴펀들랜드 프랑스어 및 아카디아 프랑스어 화자들은 이제 미국, 캐나다, 영국, 뉴펀들랜드의 영어권 경제 중심지에 놓이게 되었다. 가족들은 기지가 가져다준 경제적 기회에 감사했지만, 세대 간 프랑스어 전승은 급격히 감소했다.
프랑스어 교육의 부재와 모든 아동의 영어권 학교 의무 출석, 그리고 영어 라디오 및 텔레비전 프로그램으로 인해 최근 세대는 프랑스어의 더 복잡한 문법과 내용을 습득하지 못하게 되었다. 영어는 교육받은 사람들의 유일한 언어가 되어가고 있었다.
프랑스 언어학자 파트리스 브라쇠르는 섬을 여러 차례 방문했다. 그는 남아있는 나이 많은 뉴펀들랜드 프랑스어 화자들과 대화하면서, 프랑스어를 사용하는 아이들이 학교에서 프랑스어를 사용했다는 이유로 종종 처벌을 받았다는 사실을 알게 되었다. 프랑스어권과 영어권 가톨릭 신자 간의 결혼도 동화의 한 요인이 되었으며, 1930년대 이후로 이종혼이 더욱 흔해졌다.

### 캐나다 연방 가입
1949년 뉴펀들랜드가 캐나다 주가 된 이래, 섬에서의 프랑스어 사용은 계속 감소했다. 미크막족과 마찬가지로, 프랑스어의 존재는 양쪽 정부 모두에 의해 무시되었고, 이 문제에 대한 공식적인 입장은 없었지만 사실상의 동화 정책이 시행되었다. 프랑스어 교육 및 종교 교육의 부재로 인해 뉴펀들랜드 프랑스어는 이제 소수의 고령자들만이 사용하며 사멸 위기에 처해 있다. 일반적으로 뉴펀들랜드의 프랑스계 뉴펀들랜드인들은 이제 뉴펀들랜드 방언보다는 아카디아 프랑스어를 사용하지만, 소수의 가족들은 여전히 강하게 변형된 혼합 방언을 사용한다. 오늘날 이 주에는 15,000명의 프랑스 정착민 후손들이 살고 있으며, 뉴펀들랜드 방언을 주의 프랑스어 교육 언어로 재확립하려는 움직임이 있다. 그러나 현재 이 주의 학생들은 표준 퀘벡 프랑스어 또는 아카디아어의 영향을 강하게 받은 언어변종을 배우고 있다.

## 특징
파트리스 브라쇠르의 논문 "포트 오 포트 반도 프랑스어 화자들의 언어적 표상"(Les Représentations linguistiques des francophones de la péninsule de Port-au-Port, 2007)과 "뉴펀들랜드 프랑스어 공동체의 언어 상황의 몇 가지 측면"(Quelques aspects de la situation linguistique dans la communauté franco-terreneuvienne, 1995), 그리고 아카데미 프랑세즈에 따르면, 뉴펀들랜드 프랑스어의 몇 가지 특징은 다음과 같다:
- [k]의 파찰음화, 보통 tch 또는 ch로 표기됨 (cœur, quinze, cuiller, cuisine 등의 잦은 예시)
- 영어 용어의 광범위한 사용
- 접속법 형태의 점진적인 소멸
- septante, octante, nonante의 사용

## 참고 및 각주

### 참고 자료
- Bibliography
- Profil Port-au-port 2009 (프랑스어)
- French Presence in Newfoundland
- The Two Traditions: The Art of Storytelling Amongst French Newfoundlanders By Gerald Thomas
- Le français parlé au 21e siècle By Michaël Abecassis, Laure Ayosso, Élodie Vialleton (프랑스어)
- The Lexical Basis of Grammatical Borrowing. King, Ruth Elizabeth.
- Ballads and Sea-Songs of Newfoundland. Greenleaf, Elizabeth Bristol & Grace Yarrow Mansfield.
- Walking a tightrope: aboriginal people and their representations. David McNab, Ute Lischke.
- Entrevue avec violoniste terre-neuvien Emile Benoit (프랑스어)